# Люцьян Оркіш
Люцьян Оркіш (1899—1973) — польський астроном, керівник спостережної станції на Любомирі, перший польський першовідкривач комети, яка пізніше була названа на його честь C/1925 G1 (Оркіша).

## Біографія
Навчався в Ягеллонському університеті на філософському факультеті. Працював в астрономічній обсерваторії в Кракові, яка тоді була розташована в Колегіумі Снядецького на вул. Коперніка 27. Був керівником спостережної станції в Любомирі, де він і зробив відкриття комети 3 квітня 1925. Під час огляду неба за допомогою телескопа Мерца він побачив об'єкт восьмої зоряної величини (тобто приблизно в 6 разів тьмяніший за найслабші зорі, видимі неозброєним оком) у сузір'ї Пегаса, і він спочатку прийняв його за туманність. Вивчення цієї комети, стало основою його дисертації доктора філософії.